# Backyard wrestling

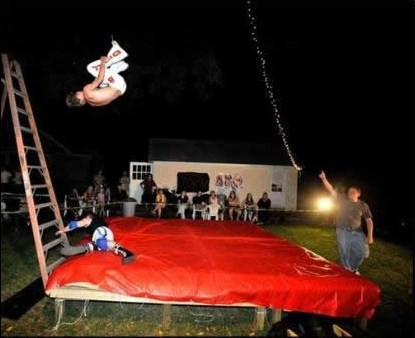
Un match de backyard wrestling.

Pour les articles homonymes, voir BYW.
Backyard wrestling (BYW), aussi connu sous le nom de yarding et backyarding, est un loisir underground et un sport impliquant des techniques ressemblant au catch et utilisées sans entraînement, le plus souvent dans un environnement à petit budget. Le backyard wrestling est souvent organisé en fédérations, même si elles n'ont aucune légitimité. La plupart des catcheurs imitent le catch moderne, malgré un petit pourcentage qui ont une expérience d'une école de catch ou en consultant des guides en ligne.

## Histoire

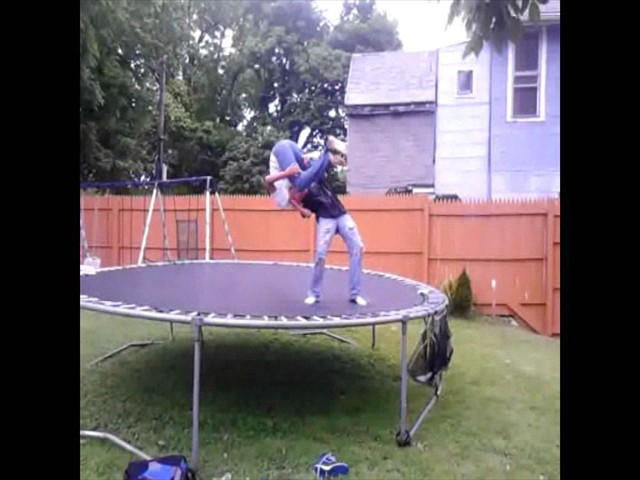
Le backyard wrestling peut impliquer un trampoline.

Les professionnels du catch sont généralement opposés au backyard wrestling. Son pic de popularité sont les années de 1996 à 2001, lors de la période de l'Ère Attitude de la World Wrestling Federation, quand les catcheurs effectuaient des cascades à hauts risques qui ont influencé les fans, particulièrement celles de Mick Foley,. Vers la fin des années 1980 jusqu'au début des années 1990, le backyard wrestling est représenté par les médias comme bon enfant, mais il s'est transformé peu à peu en sujet imprudent et ultra-violent, inquiétant les parents et les entreprises de catch. En réponse, la WWE commence à diffuser des publicités insistant sur ses dangers et cherchant à dissuader à imiter les performances vues sur le ring.
En plus des arrière-cours (en anglais backyard), le backyard wrestling peut être pratiqué dans des parcs, des terrains vagues ou des entrepôts. Initialement, les événements filmés au caméscope sont échangés de personnes à personnes, puis, de plus en plus, par la télévision ouverte au public et internet. Le format DVD est aussi utilisé pour diffuser des compilations appelées Best of Backyard Wrestling, deux jeux vidéos intitulés Backyard Wrestling: Don't Try This at Home et Backyard Wrestling 2: There Goes the Neighborhood et un documentaire appelé The Backyard montrant le backyard wrestling sous une lumière plus conventionnelle en suivant des catcheurs et des fédérations du monde entier, détaillant les différents styles de backyard wrestling. Le réalisateur Paul Hough compare ce film à Au-delà du ring, mais avec des ficelles.
En mai 2015, la groupe de chaîne de télévision Global News parle de la VBW, une fédération de backyard wrestling du Nord-Ouest Pacifique qui produit professionnellement des épisodes disponibles pour des services de streaming publics. Le reportage, présenté par le commentateur sportif Squire Barns, suit l'équipe technique pendant la préparation de leur événement le plus important : Yardstock 2015. En 2016, A-List Productions sort un documentaire de 2 heures intitulé The Link, chroniquant plus d'une décennie de backyard wrestling commençant au début des années 2000 à travers les États-Unis, le Canada et le Royaume-Uni, ainsi que son influence sur le catch professionnel jusqu'à aujourd'hui.
Ces dernières années, le backyard wrestling est devenu moins hardcore et plus basé sur le storytelling.

## Apparition dans les médias

### Télévision
- True Life sur MTV : I'm A Backyard Wrestler
- Squire's Take : Low Budget backyard Wrestling
- The Ricki Lake Show : Backyard Bloodbath![6]

### Films et documentaires
- The Backyard
- Les différents volumes de Best of Backyard Wrestling
- The Backyard
- CNN News: Backyard Beatdown
- Traces of Death V: Back in Action
- Backyard Dogs
- NWF Kids Pro Wrestling: The Untold Story
- The Link - Backyard Wrestling Documentary
- Backyard Wrestling (2002)

### Jeux vidéo
- Backyard Wrestling: Don't Try This at Home (en)
- Backyard Wrestling 2: There Goes the Neighborhood